# Fjällryggig solfågel
Fjällryggig solfågel (Anabathmis reichenbachii) är en fågel i familjen solfåglar inom ordningen tättingar.

## Utseende och läte
Fjällryggig solfågel är en karakteristisk solfågel med blått huvud. Ovansidan är gulgrön, udersidan övervägande grå. På huvudet har den en gnistrande purpurblå huva med unik form, täckande huvud, ansikte, strupe och bröst, men inte nacken. Den är lik grönhuvad solfågel, men är alltid grönaktig i nacken, långt mer gnistrande på bröstet än huvudet samt har gulaktig undergump. Sången som ofta upprepas från sittplats består av ett jamande följt av två hea visslingar. Lätena består av enkla "tiuw".

## Utbredning och systematik
Fågeln förekommer från Liberia till Elfenbenskusten, Nigeria, Kamerun, norra Demokratiska republiken Kongo och nordöstra Angola. Den behandlas som monotypisk, det vill säga att den inte delas in i några underarter.

## Levnadssätt
Fjällryggig solfågel hittas i mangroveskog, skogsbryn och trädgårdar. Den ses nästan uteslutande nära vatten.

## Status
Arten har ett stort utbredningsområde och beståndet anses vara stabilt. Internationella naturvårdsunionen IUCN listar den därför som livskraftig (LC).

## Namn
Fågelns vetenskapliga artnamn hedrar Heinrich Gottlieb Ludwig Reichenbach (1793-1879), tysk zoolog och botaniker. Tidigare kallades den reichenbachsolfågel även på svenska, men tilldelades 2023 ett mer informativt namn av BirdLife Sveriges taxonomikommitté.